# کماجری
کماجری یکی از روستاهای استان آذربایجان شرقی است که در دهستان سلوک بخش مرکزی شهرستان هشترود واقع شده‌است. مردم این روستا از دامداری و کشاورزی امرار معاش می‌کنند؛ و به تازگی باغداری هم در این روستا رونق خوبی داشته‌است. از فراورده‌های این روستا می‌توان به لبنیات عالی و حبوبات آن اشاره کرد. همچنین روستای کماجری با دارا بودن دو رودخانه پرآب، آب و هوای خوب و طبیعت بکر مکان خوبی برای گردشگری می‌باشد.